# Зиминский район
Зими́нский райо́н — административно-территориальное образование (район) и муниципальное образование (муниципальный район) в Иркутской области России.
Административный центр — город Зима (в состав района не входит).

## География
Зиминский район граничит на западе с Тулунским, на севере — с Куйтунским, на северо-востоке — с Балаганским, на востоке — с Нукутским, на юге — с Заларинским районами Иркутской области. В центре находятся два анклава с городами Зима и Саянск, не входящими в состав района.

## История
Официальной датой образования Зиминского района считается 14 февраля 1923 года.

## Население
| 2002    | 2009    | 2010    | 2011    | 2012    | 2013    | 2014    |
| ------- | ------- | ------- | ------- | ------- | ------- | ------- |
| 14 420  | ↗14 963 | ↘13 383 | ↘13 373 | ↗13 626 | ↗13 860 | ↘13 801 |
| 2015    | 2016    | 2017    | 2021    |         |         |         |
| ↘13 701 | ↘13 481 | ↘13 205 | ↘12 501 |         |         |         |

## Муниципально-территориальное устройство
В муниципальный район входят 10 муниципальных образований со статусом сельского поселения:
| №  | Муниципальное образование                | Административный центр    | Количество населённых пунктов | Население (чел.) | Площадь (км²) |
| -- | ---------------------------------------- | ------------------------- | ----------------------------- | ---------------- | ------------- |
| 1  | Батаминское муниципальное образование    | село Батама               | 7                             | ↘1586            | 362,32        |
| 2  | Зулумайское муниципальное образование    | село Зулумай              | 2                             | ↘267             | 1519,47       |
| 3  | Кимильтейское муниципальное образование  | село Кимильтей            | 8                             | ↘2796            | 1213,11       |
| 4  | Масляногорское муниципальное образование | село Масляногорск         | 7                             | ↘787             | 2135,03       |
| 5  | Покровское муниципальное образование     | село Покровка             | 3                             | ↘695             | 125,80        |
| 6  | Услонское муниципальное образование      | село Услон                | 6                             | ↘1406            | 304,66        |
| 7  | Ухтуйское муниципальное образование      | село Ухтуй                | 7                             | ↘1725            | 251,58        |
| 8  | Филипповское муниципальное образование   | село Филипповск           | 4                             | ↘520             | 343,90        |
| 9  | Хазанское муниципальное образование      | посёлок Центральный Хазан | 4                             | ↘1662            | 437,04        |
| 10 | Харайгунское муниципальное образование   | село Харайгун             | 3                             | ↘739             | 326,48        |

В ноябре 2018 года было упразднено Новолетниковское муниципальное образование, а его территория включена в Масляногорское муниципальное образование. В июне 2022 года было упразднено Буринское муниципальное образование, а его территория включена в Кимильтейское сельское поселение.

## Населённые пункты
В Зиминском районе 50 сельских населённых пунктов.
| №  | Населённый пункт    | Тип              | Население (чел.) | Муниципальное образование |
| -- | ------------------- | ---------------- | ---------------- | ------------------------- |
| 1  | Баргадай            | село             | ↘365             | Кимильтейское             |
| 2  | Басалаевка          | село             | ↘272             | Батаминское               |
| 3  | Батама              | село             | ↗991             | Батаминское               |
| 4  | Большеворонежский   | посёлок          | →210             | Филипповское              |
| 5  | Большелихачевский   | участок          | ↘12              | Филипповское              |
| 6  | Большерастягаевский | участок          | ↘25              | Ухтуйское                 |
| 7  | Боровое             | участок          | ↗131             | Хазанское                 |
| 8  | Буринская Дача      | участок          | ↗288             | Харайгунское              |
| 9  | Буря                | село             | ↘217             | Кимильтейское             |
| 10 | Верхнеокинский      | участок          | ↘235             | Масляногорское            |
| 11 | Верхний Щельбей     | село             | →23              | Зулумайское               |
| 12 | Верхняя Зима        | деревня          | ↘54              | Батаминское               |
| 13 | Глинки              | село             | ↘260             | Ухтуйское                 |
| 14 | Зулумай             | село             | ↘296             | Зулумайское               |
| 15 | Игнай               | деревня          | →28              | Батаминское               |
| 16 | Кимильтей           | село             | ↗1933            | Кимильтейское             |
| 17 | Кундулун            | село             | ↗113             | Кимильтейское             |
| 18 | Кустова             | деревня          | ↗72              | Услонское                 |
| 19 | Масляногорск        | село             | ↘497             | Масляногорское            |
| 20 | Мольта              | участок          | ↗41              | Харайгунское              |
| 21 | Мордино             | деревня          | ↗320             | Ухтуйское                 |
| 22 | Нагишкина           | деревня          | →72              | Покровское                |
| 23 | Нижнечиркина        | деревня          | ↗65              | Ухтуйское                 |
| 24 | Нижний Хазан        | деревня          | ↘24              | Услонское                 |
| 25 | Новолетники         | село             | ↗408             | Масляногорское            |
| 26 | Новоникольск        | деревня          | ↘58              | Батаминское               |
| 27 | Норы                | деревня          | ↗346             | Ухтуйское                 |
| 28 | Ока 2-я             | блок-пост        | ↘45              | Покровское                |
| 29 | Осиповский          | посёлок          | ↘81              | Масляногорское            |
| 30 | Перевоз             | посёлок ж.д. ст. | ↗118             | Кимильтейское             |
| 31 | Перевоз             | село             | ↗435             | Кимильтейское             |
| 32 | Подгорная           | деревня          | ↘6               | Ухтуйское                 |
| 33 | Покровка            | село             | ↗620             | Покровское                |
| 34 | Полковникова        | заимка           | ↗10              | Услонское                 |
| 35 | Самара              | село             | ↗523             | Услонское                 |
| 36 | Сологубово          | село             | ↗154             | Батаминское               |
| 37 | Стибутовский        | участок          | ↘78              | Батаминское               |
| 38 | Трактовый           | участок          | ↘87              | Хазанское                 |
| 39 | Урункуй             | участок          | ↘119             | Хазанское                 |
| 40 | Услон               | село             | ↗732             | Услонское                 |
| 41 | Успенский 1-й       | посёлок          | ↘26              | Масляногорское            |
| 42 | Успенский 3-й       | посёлок          | ↗105             | Масляногорское            |
| 43 | Ухтуй               | село             | ↗735             | Ухтуйское                 |
| 44 | Феофановский        | участок          | ↗34              | Кимильтейское             |
| 45 | Филипповск          | село             | ↘301             | Филипповское              |
| 46 | Харайгун            | село             | →332             | Харайгунское              |
| 47 | Холы                | участок          | →20              | Филипповское              |
| 48 | Центральный Хазан   | посёлок          | ↗1396            | Хазанское                 |
| 49 | Челяба              | деревня          | ↘30              | Услонское                 |
| 50 | Черемшанка          | деревня          | ↗269             | Кимильтейское             |

Города Зима и Саянск, окружённые территорией Зиминского района, в его состав не входят.

### Упразднённые населённые пункты
Участки Левый Сарам, Междугранки, Бодорой, Кармановский. Населённые пункты Красный Щельбей, Нижний Щельбей, Мума, Толмачево, Хотхур, Хрантогол и др.

## Экономика
В структуре экономики района наибольший удельный вес занимает сельское хозяйство — 62%. Основную долю сельхозпродукции производит СПК «Окинский».
Другими отраслями экономики района являются: строительство, лесное хозяйство, торговля и промышленность.
На территории района расположен Зулумайский бобровый заказник, где идёт эксперимент по сохранению и расселению редчайшего вида речного бобра.

## Учреждения образования
- 8 детских дошкольных учреждений,
- 28 общеобразовательных школ (11 средних, 7 основных, 10 начальных),
- 2 ПУ,
- детский приют.

## Учреждения культуры
- 23 клубных учреждения,
- 23 библиотеки,
- 2 детские музыкальные школы.

## Учреждения здравоохранения
- Зиминская районная больница,
- 4 отделения больницы (Кимильтейское, Центрально-Хазанское, Батаминское, Масляногорское),
- 27 фельдшерско-акушерских пунктов.

## Ресурсы
- Лесные ресурсы составляют 571.9 тыс. га и контролируются двумя лесхозами. Возможности промысловой охоты ограничены.
- Минеральные ресурсы представлены месторождениями песчано-гравийных смесей и известняков, залежами каменного и бурого углей, нефтью и газом, а также россыпного золота и минерального титана-ильминита и рутила.
- Водные ресурсы составляют 1,6 % земельного фонда района.

## Рекреационный потенциал
Территория Зиминского района перспективна для ведения спортивной и любительской охоты (площадь охотугодий — 396,5 тыс.га), а также для развития водно-спортивного туризма. Имеются значительные залежи лечебных грязей (Хотхурские болота) и разнообразные по своему качеству и лечебным характеристикам минеральные воды.